# Glauburg (Familie)

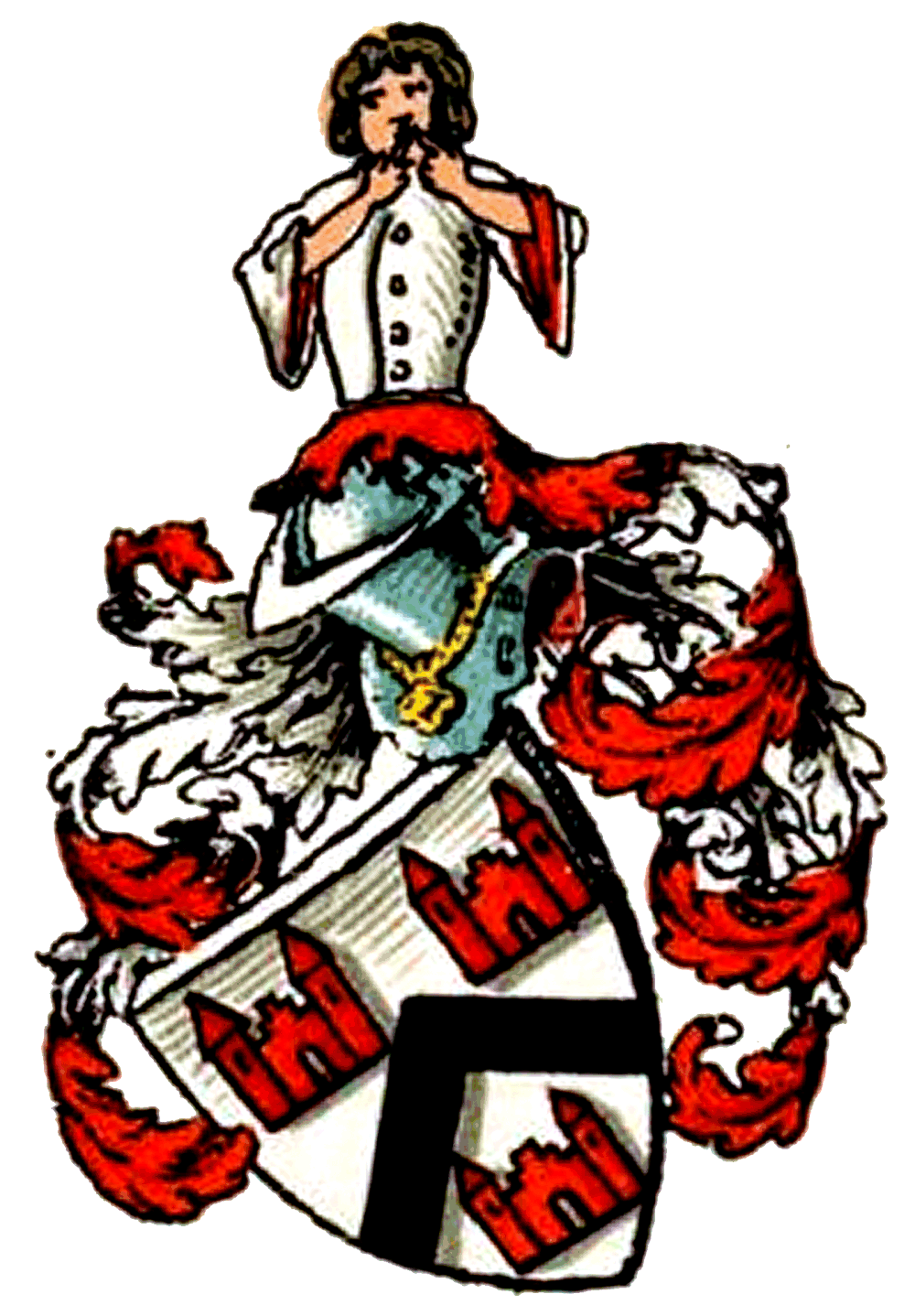
Wappen derer von Glauburg

Die Familie Glauburg (auch: Glauburger) war ein Patriziergeschlecht in Frankfurt am Main.

## Herkunft
Die Familie stammte von der Reichsburg Glauburg (heute: Gemeinde Glauburg) bei Büdingen. Nach der Zerstörung der stadtartigen Burganlage Glauberg durch benachbarte Territorialherren 1256 ließ sich Gertrud von Düdelsheim, deren Familie aus Gelnhausen stammte, mit ihrem Sohn Johann in Frankfurt nieder. Ihr Mann Arnold, ein Reichsministeriale und Burgmann, war wahrscheinlich bei der Belagerung der Burg gefallen. In Frankfurt wurde der Name ihrer Herkunft der neue Familienname.

## Bedeutung
Johann von Glauburg wurde 1267 urkundlich erwähnt. Er starb vor 1287 in Frankfurt, seine Mutter zwischen 1287 und 1296.
Sein Sohn Arnold von Glauburg wurde 1270 Frankfurter Bürger und war seit 1276 Schöffe und Mitglied des Rates. Er ließ den Glauburger Hof in der Altstadt erbauen, der zum ersten Familiensitz in Frankfurt und im 15. Jahrhundert zum Nürnberger Hof wurde, einem der größten Handelshöfe und Messequartiere Frankfurts. Arnold stiftete 1304 einen Allerheiligenaltar in der zum Bartholomäusstift gehörenden Michaelskapelle. Er starb vor 1308.
Die Familie Glauburg gehörte zur Patriziergesellschaft Alten Limpurg, einem Zusammenschluss der fünf einflussreichsten Familien Frankfurts. Bis ins 18. Jahrhundert stellte sie 52 Mal den Älteren Bürgermeister. 1520 stiftete sie den neuen Kirchturm der Bornheimer Kirche in Bornheim.
Als herausragender Vertreter der Familie gilt Johann von Glauburg (1503–1571), ein Vorkämpfer der Reformation in Frankfurt, der die Stadt 1536 in den Schmalkaldischen Bund führte und sie im Fürstenkrieg bei der Belagerung von 1552 erfolgreich verteidigte.
Die Familie besaß bedeutenden Grundbesitz in Frankfurt und Umgebung, unter anderem den Niedwald westlich des Galgenfeldes, das Haus Lichtenstein auf dem Römerberg und die Günthersburg im heutigen Nordend.

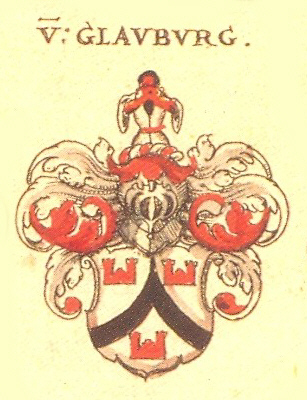
Wappen derer von Glauburg

## Bedeutende Familienmitglieder
- Arnold von Glauburg (1486–1534), Jurist, Assessor am Reichskammergericht in Speyer und Freund Ulrich von Huttens.
- Heinrich Ludwig von Glauburg (1753–1828), deutscher Politiker der Reichsstadt Frankfurt
- Jacob Marquard von Glauburg (1602–1650), Frankfurter Politiker
- Johann von Glauburg (1503–1571), Frankfurter Politiker
- Friedrich Adolph von Glauburg (1722–1789), deutscher Politiker der Reichsstadt Frankfurt

## Nachwirkung
1828 starb die Familie mit dem Tod des Schöffen Heinrich Ludwig von Glauburg (1753–1828) im Mannesstamm aus, 1865 starb auch die letzte Namensträgerin. Das Glauburger Familienarchiv ist nur teilweise erhalten, verschiedene Nachlässe befinden sich im Institut für Stadtgeschichte und im Hessischen Staatsarchiv in Darmstadt.
Nach der Familie sind die Glauburgstraße zwischen Friedberger Landstraße und Oeder Weg, eine wiederum danach benannte Stadtbahnhaltestelle und der Glauburgplatz und die Glauburgschule im Nordend benannt.